# Bugey
Der Bugey (Pagus Belliceusis) mit dem Hauptort Belley ist eine Landschaft im Südosten des französischen Départements Ain. Das Gebiet liegt in einer Schleife der Rhone westlich und südlich von Bellegarde-sur-Valserine. Im südlichen Teil, dem Bas-Bugey, steht bei Saint-Vulbas das Kernkraftwerk Bugey mit vier aktiven Reaktoren. Der nördliche Teil, der Haut-Bugey, gehört geologisch noch zu den Ausläufern des Jura.
Der Bugey gehörte im Mittelalter zu Savoyen und wurde am 17. Januar 1601 – zusammen mit der Bresse und dem Pays de Gex – durch den Vertrag von Lyon an Frankreich abgetreten. Wie die beiden anderen Landschaften war auch der Bugey bis zur Französischen Revolution Teil der Provinz Burgund.